# 洋湖湿地駅
洋湖湿地駅（ようこしっちえき）は、中華人民共和国湖南省長沙市岳麓区にある3号線の駅である。

## 駅構造
- 島式ホーム1面

## 駅周辺
- 洋湖湿地公園
- 連山村